# Андре Брюйер
Клер-Едмон Дюко (на френски: Claire-Edmond Ducos) е френска писателка на произведения в жанра любовен роман. Пише под псевдонима Андре Брюйер (на френски: André Bruyère).

## Биография и творчество
Клер-Едмон Дюко е родена през 1882 г. във Франция.
През 1908 г. започва да публикува серийни романи в „Les Veillées des Chaumières“, а през 1911 г. в „La Semaine de Suzette“. Работи и за „Petit Echo de la Mode“.
Под истинското ѝ име през 1927 г. е издаден само романът „Тайната на старата мелница“.
Клер-Едмон Дюко умира през 1962 г.

## Произведения
- Le journal de Madeleine (1908)
- Dans l'ornière (1909)
- La conquête du dragon (1911)
- Le château du mystère (1912)
- Le jardin du philosophe (1912)
- La guerre des trois roses (1913)
Войната на трите рози, изд.: ИК „Хермес“, София (1992), прев. Радка Крапчева
- Le tribut de César (1913)
- Les Robinsons de guerre (1916)
- Les jonquilles de Valauré (1917)
- La dame de la forêt (1918)
- Au fond des bois (1919)
- Bleus contre Verts (1920)
- La fiancée du Capitoul (1922)
- La fiancée grise (1923)
- Le trésor merveilleux (1923)
Чудното съкровище, изд.: „Т. Ф. Чипев“, София (1941), прев. Веселина Пекарева
- La graine de Sainte-Catherine (1924)
- Et ne nos inducas (1925)
- Les royaumes de la Reine Marguerite (1925)
- La grande aventure de quatre diablotins (1926)
- Liane aux lèvres closes (1927)
- La tribu des Lapins Sauvages (1927)
- Le convive oublié (1927)
- Le secret du vieux moulin (1927) – като Клер-Едмон Дюко
- Anne, ma soeur Anne (1930)
- La marquise et le biscuit (1930)
- La rose et le matelot (1934)
- Les familles de Titoute (1934)
- La vilaine (1935)
- Les Robinsons de la montagne (1939)
- Notre petite princesse de misère (1947)
- Le roman de Josette (1949)
Романът на Жозет, изд.: ИК „Хермес“, София (1993), прев. Радка Крапчева
- La passante aux yeux bleus (1950)